# Die Knaben mit den goldnen Sternlein

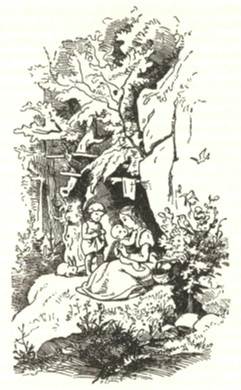
Holzschnitt, Ludwig Richter

Die Knaben mit den goldnen Sternlein ist ein Märchen (AaTh 707, 313). Es steht in Ludwig Bechsteins Deutsches Märchenbuch an Stelle 65 (1845 Nr. 76).

## Inhalt
Ein Graf belauscht nachts drei Mädchen beim Spinnen, die wollen ihn heiraten, eine würde ihm kochen, die zweite die Kinder pflegen, die dritte ihm zwei Söhne schenken mit goldnen Sternlein auf der Brust. Als sie ihm das bei Tag wiederholt, nimmt er sie gleich, halte sie aber nicht Wort, jage er sie fort. Zur Geburt ist er nicht da. Seine böse Mutter lässt die Söhne mit den goldnen Sternlein als Katzen ertränken. Der Diener aber gibt sie seiner Tante, wo dann auch die Verstoßene mit ihnen lebt. Auf einen Traum hin füllt sie sich an einer Linde die Taschen mit Leinkotten, aber wird ausgeraubt, mit blutigen Füßen geht sie betteln. Auf einen zweiten Traum hin tauscht sie die Kinder für ein Spinnrad und Weiflein aus Gold. Dafür kauft sie in Portugal bei der Fee, die ihren Mann festhält, zweimal eine Nacht bei ihm. Er erhält Schlaftrunk, doch hört zuletzt ihr Jammern und fühlt Sehnsucht. Er verlässt die Fee, löst die Kinder aus, die böse Mutter wird verstoßen, der Diener belohnt und die Söhne später tapfere Krieger.

## Herkunft
Bechsteins Anmerkung notiert „Mündlich in Franken“, laut seinem Vorwort von 1845 erzähle es Ludwig Köhler. „Leinkotten“ sind wohl Garn, Spinnrad und Weife dienen zum Spinnen. Die Handlung ähnelt einigen, teils weniger bekannten Märchen der Brüder Grimm, insbesondere zum Anfang De drei Vügelkens, Die sechs Schwäne mit Anmerkung, Prinz Schwan, Die Nixe im Teich. Der Schluss mit dem Schlaftrunk ist verbreitet, siehe Das singende springende Löweneckerchen, De beiden Künigeskinner, Der Eisenofen, Der Trommler, Basiles Pinto Smauto. Der Anfang ähnelt Straparolas Ancilotto (Ergötzliche Nächte, 8).